# بن شف
بن شف (انگلیسی: Ben Sheaf؛ زادهٔ ۵ فوریهٔ ۱۹۹۸) فوتبالیست اهل کشور انگلستان است.
از باشگاه‌هایی که در آن بازی کرده‌است می‌توان به باشگاه فوتبال آرسنال، باشگاه فوتبال استیونج و باشگاه باشگاه فوتبال کاونتری سیتی که هم اکنون در ان بازی میکند اشاره کرد.
وی همچنین در تیم‌های ملی فوتبال زیر ۱۶ و ۱۸ سال انگلیس نیز سابقه بازی داشته است.